# District de Xingshan
Pour les articles homonymes, voir Xingshan.
Le district de Xingshan (兴山区 ; pinyin : Xìngshān Qū) est une subdivision administrative de la province du Heilongjiang en Chine. Il est placé sous la juridiction de la ville-préfecture de Hegang.